# Carsten Schmidt (Manager)
Carsten Schmidt (* 10. Oktober 1963 in Lüneburg) ist ein deutscher Manager. Er war von 2015 bis 2019 Vorsitzender der Geschäftsführung der Sky Deutschland GmbH und war dort im Anschluss als Senior Advisor tätig. Von Dezember 2020 bis Oktober 2021 war er Vorsitzender der Geschäftsführung von Hertha BSC.

## Leben
Schmidt ist in Winsen (Luhe) aufgewachsen. Dort erwarb er sein Abitur und spielte aktiv Fußball. Einen Abschluss zum Diplom-Betriebswirt absolvierte Schmidt an einer Münchener Fachhochschule.

### Beruflicher Werdegang
Carsten Schmidt war von Juni 2015 bis Dezember 2019 Vorsitzender der Geschäftsführung der Sky Deutschland GmbH. Vor seiner Berufung in den Vorstand von Sky Deutschland war er seit 1999 als Sportchef für das Medienunternehmen tätig. Zuvor führte der Diplom-Betriebswirt als Geschäftsführer vier Jahre den Bereich Marketing und Television von WIGE Media.
Unter Schmidts Führung produzierte Sky Deutschland unter anderem die ersten Sky Originals, wie Babylon Berlin, Das Boot, Der Pass und 8 Tage.
Vor seiner Berufung zum Vorsitzenden der Geschäftsführung war er Chief Officer Sports, Advertising Sales & Internet der Sky Deutschland AG (seit 2006) und Programmgeschäftsführer von Sky Österreich. In diesen Funktionen etablierte er unter anderem Deutschlands einzigen 24-Stunden-Sportnachrichtensender Sky Sport News HD, baute die Beziehungen zur Deutschen Fußball Liga (DFL) aus und eröffnete neue Geschäftsfelder beim Vermarkter Sky Media.
Schmidt initiierte bei Sky mehrere öffentlichkeitswirksame Aktionen. Seit Anfang 2017 trieb er mit der unternehmensweiten Initiative Sky Ocean Rescue aktiv Maßnahmen gegen den zunehmenden Plastikmüll in den Ozeanen voran. Im Februar 2019 unterzeichnete Schmidt stellvertretend für Sky die Berliner Erklärung „Gemeinsam gegen Homophobie. Für Vielfalt, Respekt und Akzeptanz im Sport“.
Ferner war Schmidt von 2008 bis 2015 Vorstandsmitglied der Sky-Stiftung.
Seit dem 1. Dezember 2020 war Schmidt Vorsitzender der Geschäftsführung von Hertha BSC. Er war für die Ressorts Marketing, Vertrieb, Strategie, Unternehmenskommunikation und Internationalisierung verantwortlich. Laut Presseberichten plante die DFL 2021, Schmidt als Vorsitzenden der Geschäftsführung nach Frankfurt zu holen. Schmidt sah seine Zukunft jedoch bei Hertha BSC in Berlin. Am 12. Oktober 2021 einigten sich Hertha BSC und Schmidt aufgrund privater Gründe auf eine sofortige Vertragsauflösung.
Schmidt ist seit Juli 2022 als Unternehmensberater in den Bereichen Medien, Sport und Strategie tätig.

## Weitere Ämter
Carsten Schmidt war Sprecher des Beirats des FASPO (Fachverband für Sponsoring e.V.). Er war außerdem Stiftungsrat der Erich Kühnhackl Stiftung.
Seit 2020 ist Schmidt Präsidiumsmitglied der Special Olympics Deutschland und fungiert ehrenamtlich als Vizepräsident Marketing, Kommunikation und Digitalisierung. In dieser Rolle initiierte er die Special Olympics Medien Allianz, die anlässlich der Special Olympics World Games Berlin 2023 mit dem Horizont Sport Business Award als Medium des Jahres ausgezeichnet wurde.

## Ehrungen
- 2003: Auszeichnung mit dem Deutschen Fernsehpreis für die Bundesliga-Konferenz
- 2012: Preis als Manager des Jahres im Bereich Sportbusiness vom Magazin Horizont
- 2016: Auszeichnung mit dem Bayerischen Fernsehpreis für die Sky Bundesliga Konferenz in der Kategorie „Unterhaltungsprogramme“[24]
- 2017: Aufnahme in die „Hall of Fame Sponsoring“ im Rahmen des 24. Internationalen Sponsoring Awards des FASPO[25]
- 2018: GQ Men of the Year Award „TV National“ als mutigste TV-Idee des Jahres für die Sky Originals „Das Boot“[26][27]